# Japonská filozofie
Japonská filosofie se zrodila v epoce feudalismu pod vlivem čínské, indické a korejské filozofie. Vládnoucí ideologií v Japonsku v XIII.—XV. století byl konfucianismus a buddhismus.
Vedle starého klasického konfucianismu se od XIV. století začal v Japonsku šířit neokonfucianismus, který se stal za dynastie Tokugawa oficiální státní ideologií. Hlavními představiteli neokonfucianismu v Japonsku byli Fudživara Seika a Hajaši Razan. Základem jejich učení se stala filozofie čínského neokonfuciánce Ču Siho. Usilovali o smíření konfucianismu s buddhismem. Zpracovali systém objektivního idealismu, podle něhož ideální princip ri je prvotní a vládne nade vším, co existuje, kdežto materiální princip ki je druhotný a je podřízen principu ri.
Proti neokonfuciáncům vystupoval v XVII. století Jamaga Sokó, který kritizoval jejich názory z pozic konfucianismu. Významnými materialisty tohoto období byli Itó Džinsai (1627–1705), Kaibara Ekken (1630–1714), Ekkenův mladší současník Muro Kjúsó (1658–1734) a Andó Šóeki (1703–1762).
Japonská filozofie nebyla ovlivněna izolací Japonska, jakožto ostrova, tak jako říše samotná. Až do 19. století se vyvíjela pod vlivem čínské filosofie a v tomto období došlo k prvnímu kontaktu japonské filosofie s evropskou kulturou. Na druhou stranu mělo Japonsko předpoklady k tomu, aby svým způsobem dále rozvíjelo buddhismus a konfucianismus, který do Japonska přišel z Číny.
Japonská filosofie je jednou z větví čínské filosofie.[zdroj?]